# Stilske figure
Stilske figure ili izražajna sredstva temelj su pjesničkog jezika, te one oblikuju stil pjesnika.

## Figure dikcije ili glasovne (zvučne) figure
- asonanca − ponavljanje samoglasnika u stihu
- aliteracija − ponavljanje suglasnika u stihu
- onomatopeja − oponašanje zvukova iz prirode(zbrke)
- anafora − ponavljanje riječi na početku stihova

- epifora − ponavljanje riječi na kraju stihova

- simploka − ponavljanje riječi na početku i na kraju stihova
- anadiploza − ponavljanje riječi s kraja jednoga na početku drugoga stiha
- homoaktron − podudaranje početnog slova riječi istog stiha
- anaklaza − u istom stihu se ponavlja ista riječ, ali u naglašenijem obliku
- poliptoton − u istom se stihu ponavljaju riječi, ali u različitim gramatičkim oblicima
- anagram − dvije riječi u stihu koje se sastoje od istih slova, ali drugačijeg rasporeda

## Sintaktičke figure ili figure konstrukcije
- inverzija − red riječi ili dijelova rečenice obrnut od gramatički pravilnog
- asindeton − nizanje riječi bez gramatičkog povezivanja izostavljanjem veznika; koriste se zarezi
- polisindeton − nizanje veznika bez gramatičke potrebe
- elipsa − izostavljanje glagola iz rečenične cjeline pri čemu se smisao cjeline može shvatiti
- elizija - izostavljanje vokala u riječi pri čemu se značenje riječi može shvatiti
- retoričko pitanje − pitanje na koje se ne zahtjeva odgovor
- apostrofa − odvraćanje od publike

## Figure misli
- hiperbola − preuveličavanje
- litota − umanjivanje (suprotna hiperboli)
- gradacija − postupno pojačavanje ili slabljenje
- usporedba − uspoređivanje na temelju sličnosti
- antiteza − vrsta poredbe koja se temelji na suprotnosti
- hijazam − vrsta antiteze u kojoj se elementi rečenice poredaju u križnom rasporedu
- paradoks − misao koja u sebi sadrži protuslovnost
- oksimoron − spajanje protuslovnih pojmova u novi pojam
- ironija − figura u kojoj se misli suprotno od onoga što se kaže
- etimološka figura − ponavljanje istog korijena riječi

## Figure riječi ili tropi
- metafora − skraćena poredba ili prijenos značenja s jedne riječi na drugu na temelju sličnosti
- sinegdoha − figura u kojoj se dio uzima kao zamjena za veću cjelinu
- metonimija − prijenos značenja s jedne riječi na drugu prema nekim stvarnim odnosima
- alegorija − metafora produžena na djelo u cjelini
- epitet − ukrasni pridjev
- eufemizam − ublažavanje (zamjenju se opasne ili nepristojne riječi blažim izrazima)
- personifikacija − figura u kojoj se stvarima, životinjama i biljkama daju ljudske osobine
- simbol − zamjenjivanje riječi, životne pojave ili pojma njihovom alegorijskom oznakom